# 阿兰·邦巴尔
阿兰·邦巴尔（Alain Bombard，1924年10月27日—2005年7月19日）是一位法国生物学家、医生和政治家，以其驾小船横渡大西洋的壮举而闻名。

## 横渡大西洋
阿兰·邦巴尔生于巴黎。他总结的理论指一个人可以在没有食物供应的情况下在横跨海洋的旅行中生存得很好，并决定自己验证这一理论以拯救数以千计死于海中者。
1952年10月19日，在看望了于法国新出生的女儿之后，邦巴尔开始了他孤独的旅程，横跨大西洋驶向西印度群岛。他此前曾驾船独自游弋于大西洋中，自丹吉尔至卡萨布兰卡（8月13日-8月20日），以及自卡萨布兰卡至拉斯帕尔马斯（8月24日-9月3日），但是起初的计划是同一位英国朋友，帆船运动家杰克·帕尔默（Jack Palmer）共同横渡大西洋，他们二人此前曾共同自摩纳哥至梅诺卡岛航行（5月25日-6月11日），但是杰克在丹吉尔弃阿兰而去。邦巴尔驾驶的是名为“l'Hérétique”（异端号）的星座（Zodiac）充气艇，仅4.5米长，携带的东西仅有六分仪，却几乎没有带食物。
据邦巴尔报称，他是靠用鱼叉和鱼钩捕鱼（并且用鱼作为淡水和食物的来源）以及用小网捞海面上的浮游生物存活下来。他每天也饮用有限量的海水。10月23日，即旅程的第4天，邦巴尔不得不修补被撕裂的旧帆，因备用帆已被风吹走。在旅程的第53天，他遇到了一艘船。船员告诉他，他距离其目的地还有上千公里。但是，在船员为他提供了一顿饭之后，邦巴尔决定继续航行。他于1952年12月23日抵达了巴巴多斯，行程总计4400公里。邦巴尔瘦了25公斤，并且住了下医院。他在1958年出版了名为"Naufragé Volontaire"（直译为“自愿漂流者”或“自愿遇船难者”。中文版译为“自愿经受大海考验的人”）的书。

## 争议及去世
邦巴尔的结论后来被德国医生、皮划艇和帆船运动先驱汉斯·林德曼（Hannes Lindemann）测验及提出异议。林德曼想要重复邦巴尔的旅程以获得对靠海水和鱼生存的更好的理解，但却发现他在大部分时间都需要淡水（来自雨水）。林德曼此后宣称邦巴尔实际上携带有淡水，并在海洋上饮用，而且在航行中秘密接受供给。林德曼自己对缺乏淡水供应的反应的观察成为了世界卫生组织的航海建议的基础。
邦巴尔2005年在法国南部城镇土伦去世，享壽80岁。

## 著作

### 法文原著
- Naufragé volontaire. Paris, 1953.
- Rapport technique de l’expérience de survie prolongée en mer à bord de l’Hérétique en 1952. Paris, 1954.
- La dernière exploration （voyage dans un monde qui se meurt）, 1974
- Les grands navigateurs, 1976.
- Au-delà de l’horizon, 1978.
- La Mer et l'Homme,1980.
- Aventurier de la mer, 1998.
- Testament pour l'océan, 2001.

### 英译本
- Alain Bombard, The Voyage of the Heretique, Simon and Schuster, 1953
- Alain Bombard, The Bombard Story, 1955（Naufragé volontaire的英文版）

### 德译本
- Alain Bombard, Im Schlauchboot über den Atlantik. Deutsche Buchgemeinschaft, Berlin, Darmstadt 1953（Naufragé volontaire的德文版）

### 中译本
- [法]阿兰·邦巴尔著，张理林译，自愿经受大海考验的人，北京: 海洋出版社，1983年4月。ISBN 7-5027。（Naufragé volontaire的中文版）